# Riak
Riak (gr. rhyaks – „strumień lawy”) – jeden z okresów paleoproterozoiku; trwał od 2,3 do 2,05 mld lat temu. Prawdopodobnie w tym czasie pojawiły się pierwsze eukarionty. W tym czasie atmosfera ziemska silnie wzbogacała się w tlen (katastrofa tlenowa) w wyniku fotosyntezy przeprowadzanej przez sinice.
Riak jest młodszy od sideru, a starszy od orosiru.